# Список заказников Таджикистана
Государственный природный заказник — ООПТ с заказным режимом или регулируемым режимом хозяйственной деятельности, предназначенная для сохранения и воспроизводства одного или нескольких объектов государственного природно-заповедного фонда. Заказники могут быть зоологические, ботанические, гидрологические, геологические, геоморфологические, гидрогеологические, почвенные, ландшафтные и комплексные.

## Заказники Таджикистана
На территории Республики Таджикистан организовано 13 заказников, из которых:
- 8 комплексных: Зеравшанский, Искандеркулский, Нурекский, Чильдухтаронский, Сангворский, Музкольский, Окташский, Каратауский, цель создания которых является сохранение природных комплексов, фисташкового редколесья, широколиственных лесов и где обитают сибирский горный козел (Capra sibirica), уриал (Ovis vignei bocharensis), каменная куница (Martes foina), выдра (Lutra lutra), обыкновенная рысь (Felis lynx), снежный барс (Uncia uncia). В большом количестве встречаются кеклики (Alectoris kakelik), вяхирь (Columbus polombus), большая горлица (Steptopelia orientalis) и другие птицы. И редкими животных, бурого тяньшанского медведя, барана Северцова, популяции бухарской бурозубки, горного гуся, памирского архара, сибирского козерога, сурка Мензбира, зерафшанского фазана;
- 3 ботанических — Сайвотинский, Кусавлисайский и Алмасинский, которые предназначены для сохранения арчового лесного массива, восстановление запасов мест произрастания унгернии Виктора;
- 2 зоологических — Дашти Джумский и Комароуский, предназначенные для предотвращения уничтожения последней популяции винторого козла Мархура, охраны бурого тяньшанского медведя и снижения фактора антропогенного беспокойства, браконьерства, прекращения выпаса скота и т. д.

Общая территория заказников занимает площадь 31326 га, что составляет 3,5 % территории республики.
- Самым большим является Музкольский заказник — 66,9 тыс. га. — на Памире, а самым маленьким — Зеравшанский, 2,3 тыс. га. в Фанских горах.

Целями создания заказников также являются сохранение и воспроизводство природных ресурсов, охрана уникальных естественных ландшафтов, рекреационных территорий и памятников природы.
Другие парки:
1. Историко-природный парк Ширкент — расположен близ города Турсунзаде Республики Таджикистан, на расстоянии более 70 километров от столицы республики. Парк располагает уникальными природно-рекреационными ресурсами и весьма благоприятен для организации горно-спортивных туров. Заезд на территорию осуществляется по заявкам на заказном транспорте.
2. Природный парк Сари-Хосор — расположен в Бальджуванском районе республики. Парк находится на расстоянии более 300 км от города Душанбе[1][2].

## Список заказников Республики Таджикистан

### Зоологические заказники
| Название       | Площадь, га | Область            |
| -------------- | ----------- | ------------------ |
| Дашти Джумский | 0           | Хатлонская область |
| Комароуский    | 0           | Раштский район     |

### Ботанические заказники
| Название     | Площадь, га | Область            |
| ------------ | ----------- | ------------------ |
| Сайвотинский | 4100        | Согдийская область |
| Дараи "Сабз" | 18280       | Согдийская область |
| Алмасинский  | 6000        | Гиссарский район   |

### Комплексные заказники
| Название         | Площадь, га | Область                               |
| ---------------- | ----------- | ------------------------------------- |
| Зеравшанский     | 2300        | Согдийская область                    |
| Искандеркульский | 30000       | Согдийская область                    |
| Нурекский        | 34000       | Хатлонская область                    |
| Чильдухтаронский | 14500       | Хатлонская область                    |
| Сангворский      | 9000        | РРП                                   |
| Музкольский      | 66900       | Горно-Бадахшанская автономная область |
| Акташский        | 15000       | Согдийская область                    |
| Каратауский      | 14400       | Хатлонская область                    |